# Campeonato Argentino de Futebol de 1905
O Campeonato Argentino de Futebol de 1905, originalmente denominado Copa Campeonato 1905, foi organizado pela Argentine Association Football League. O certame foi disputado em dois turnos de todos contra todos, entre 7 de maio e 24 de setembro. O Alumni conquistou o seu quinto título de campeão argentino.

## Classificação final
| Pos | Equipes           | Pts | J  | V  | E | D  | GM | GS | SG  |
| --- | ----------------- | --- | -- | -- | - | -- | -- | -- | --- |
| 1.  | Alumni            | 21  | 12 | 10 | 1 | 1  | 43 | 8  | +35 |
| 2.  | Belgrano Athletic | 18  | 12 | 9  | 0 | 3  | 31 | 12 | +19 |
| 3.  | Estudiantes (BA)  | 17  | 12 | 8  | 1 | 3  | 36 | 18 | +18 |
| 4.  | Quilmes           | 12  | 12 | 6  | 0 | 6  | 32 | 15 | +17 |
| 5.  | Reformer          | 7   | 12 | 3  | 1 | 8  | 20 | 60 | -40 |
| 5.  | Lomas Athletic    | 7   | 12 | 3  | 1 | 8  | 12 | 41 | -29 |
| 7.  | Barracas Athletic | 2   | 12 | 1  | 0 | 11 | 8  | 28 | -20 |

## Premiação
| Campeonato Argentino de Futebol de 1905 |
| --------------------------------------- |
| Alumni Campeão (5° título)              |

## Bibliografía
- Estévez, Diego (2010). 38 Campeones del fútbol argentino 1891-2010. [S.l.]: Ediciones Continente. ISBN 978-950-754-301-2